# Pauridiantha liebrechtsiana
Pauridiantha liebrechtsiana là một loài thực vật có hoa trong họ Thiến thảo. Loài này được (De Wild. & T.Durand) Ntore & Dessein mô tả khoa học đầu tiên năm 2003.